# Marin Marais
Marin Marais (Párizs, 1656. május 31. – Párizs, 1728. augusztus 15.) francia zeneszerző és viola da gamba-játékos.

## Élete
Marin Marais kezdetben Párizsban tanult François Chaperon kezei alatt, majd 1672-től Jean-Baptiste Lullynél zeneszerzést mint a párizsi opera zenésze. Néhány hónapig Jean de Sainte-Colombe tanítványa is volt. 1676-tól királyi muzsikusként a versailles-i királyi udvarban csakhamar kitűnt mesteri játékával, ezért nevezték ki 1679-ben az „ordinaire de la chambre du roy pour la viole” (királyi viola da gambajátékos) posztra, amit 1725-ig töltött be. Ő volt a korszak vezető gambazenésze és zeneszerzője, a gamba hangszer továbbfejlesztője (a szokásos hat húr helyett hetet alkalmazott). 1686 és 1725 között öt gambakötetet adott ki (Pièces de viole). Ezek a darabok igen sikeresek voltak az udvarban, és ezek által maradt fenn a neve mint aki „létrehozta és megalapította a gamba császárságát” (Hubert Le Blanc, 1740). Egyéb munkái között megemlítendő több kötetnyi egyéb zenemű (pl. triók, operák és egyházi darabok). Számos művének elveszett a kottája, de egykori létezésükről tud a zenetörténet. Ismert műveinek hétkötetes, teljes kritikai kiadását John Hsu, a 20. század neves gambajátékosa és tanára rendezte sajtó alá.
Magánéletéről meglehetősen keveset tudunk. Az tény, hogy 1676. szeptember 21-én megnősült, egy Catherine Damicourt nevű párizsi nőt vett el, akinek tőle tizenkilenc gyermeke született.

## Filmen
Marin Marais életéről szól az 1991-es Tous les matins du monde (Minden reggel) című film, ahol Marais-t Gérard Depardieu alakította. A Liquid Sky című filmben szintetizátoros feldolgozásban hallható zenéje.

## Művei

### Hangszeres zene
- Darabok egy és két viola da gambára, I. könyv (1686, 1689)
- Triók fuvolára, hegedűre és viola da gambára (1692, a dedikáció Marie-Anne Roland-nak szól)
- Darabok egy és két viola da gambára, II. könyv (1701)
- Darabok viola da gambára, III. könyv (1711)
- Darabok egy és három viola da gambára, IV. könyv (1717)
- La gamme et autres morceaux de symphonie (1723)
- Darabok viola da gambákra, V. könyv (1725)
- 145 darab viola da gambára (~1680, közülük mintegy 100 darab már publikálva volt az I–III. kötetekben is)
- Hegedűverseny (elveszett)
- Viola da gamba-verseny (elveszett)
- 32 változat a „Les folies d'Espagna” témájára viola da gambára és basso continuóra

### Operák
- Idylle dramatique (1686, elveszett)
- Alcide ou Triomphe d'Hercule (1693, Louis Lullyvel közösen)
- Ariane et Bacchus (1696)
- Alcyone (1706)
- Sémélé (1709)
- Pantomime des pages (Louis Lullyvel közösen, elveszett)

### Egyházi zene
- Te Deum (1701, elveszett)
- Domine salvum fac regem, motetta (1701, elveszett)